# Eirene (satélite)
Eirene es una luna retrógrada irregular de Júpiter. Fue descubierta por un equipo de astrónomos de la Universidad de Hawái dirigidos por Scott S. Sheppard, en el año 2003
Eirene tiene unos 4 kilómetros de diámetro, y orbita a Júpiter a una distancia media de 23,974 Millones de km en 758.341 días, a una inclinación de 166° a la eclíptica (167° al ecuador de Júpiter), en una dirección retrógrada y con una excentricidad de 0,307. 
Pertenece al grupo de Carmé, compuesto de las lunas irregulares retrógradas de Júpiter en órbitas entre los 23 y 24 millones de km y en una inclinación de alrededor de 165°.

## Nombre
La luna fue nombrada en 2019 en honor a Eirene (Εἰρήνη), hija de Zeus y Themis y diosa de la paz en la mitología griega; el nombre se originó en un concurso de nombres celebrado en Twitter con dieciséis tuits que sugerían el nombre, sobre todo por parte de los usuarios Quadrupoltensor (@Quadrupoltensor), que fue el primero en sugerir el nombre, y PaulR (@PJRYYC).